# مسجد ماماي
مسجد ماماي (بالأذربيجانيَّة: Mamay məscidi) - هو مسجد يقع في مدينة شوشا في منطقة قاراباغ الأذربيجانية على بعد نحو 350 كلم من العاصمة باكو.

## التاريخ
شيد مسجد ماماي في القرن التاسع عشر في منطقة ماماي في مدينة شوشا.
كان يتكون المسجد من طابقين. ويقع المسجد في شارع ج. اسغاروف في حي مامايي في شوشا.
حي مامايي هو الرابع من 8 الأحياء العليا والأحياء القادمة في مدينة شوشا. إجمالاً، هناك 17 منطقة سكنية.
إن مسجد ماميي يعتبر أحد المساجد السبعة عشر التي كانت مشيدة ومازالت في مدينة شوشا حتى نهاية القرن التاسع عشر. وجدد بناؤه قبل سنوات قليلة من احتلال مدينة شوشا وكذلك مساجد عدة منها مسجد مسجد أشاغي غوهار أغا ومسجد يوخاري غوهار آغا ومسجد ساعتلي.
وقد دمر المسجد تدميرا كاملا بعد احتلال شوشا في 8 مايو 1992.